# FOXP2
Forkhead box protein P2 — белок человека, кодируемый геном FOXP2 на 7-й хромосоме и представляющий собой фактор транскрипции — регулятор активности множества других генов. FOXP2 принадлежит к большому FOX-семейству транскрипционных факторов. Данные исследований позволяют предположить роль FOXP2 в регулировке развития мозга, лёгких, кишечника. Также ген FOXP2 связывают с развитием языковых навыков.
В целях поиска молекулярных механизмов эволюции речи проводятся сравнительные исследования гена FOXP2 с аналогичным геном шимпанзе, чей продукт отличается всего на две аминокислоты. Белок орангутана FOXP2 отличается по двум аминокислотам от мышиного и по трём — от человеческого. С белком зебры FOXP2 существует семь аминокислотных различий по сравнению с людьми. У неандертальцев из испанской пещеры Эль-Сидрон обнаружены те же самые мутации в положении A-911, G-977 в экзоне 7 из гена FOXP2, известного как «языковой ген», как и у современных людей.
Альтернативный сплайсинг порождает несколько форм белка.

## История
Ген FOXP2 был обнаружен группой Сванте Паабо в Институте эволюционной антропологии общества Макса Планка в Лейпциге в результате исследования так называемого расширенного KE-семейства, примерно половина членов которого страдает расстройством речи.
У созданных в 2009 году химерных мышей, в чей белок FOXP2 были внесены две «человеческие» аминокислотные замены, авторами исследования было отмечено «качественное изменение вокальных сигналов, подаваемых детёнышами». У взрослых грызунов было отмечено снижение исследовательского поведения и сниженные уровни дофамина в мозге, что позволяет предположить воздействие «гуманизированного» FOXP2 на базальные ганглии.

## Медицинское значение
Мутации гена FOXP2 связаны с некоторыми случаями редкого «специфического расстройства речи 1 типа» (OMIM 602081).
В число генов, экспрессию которых регулирует транскрипционный фактор FOXP2, входит CNTNAP2, ассоциированный с некоторыми случаями расстройств аутистического спектра.